# Freeboard

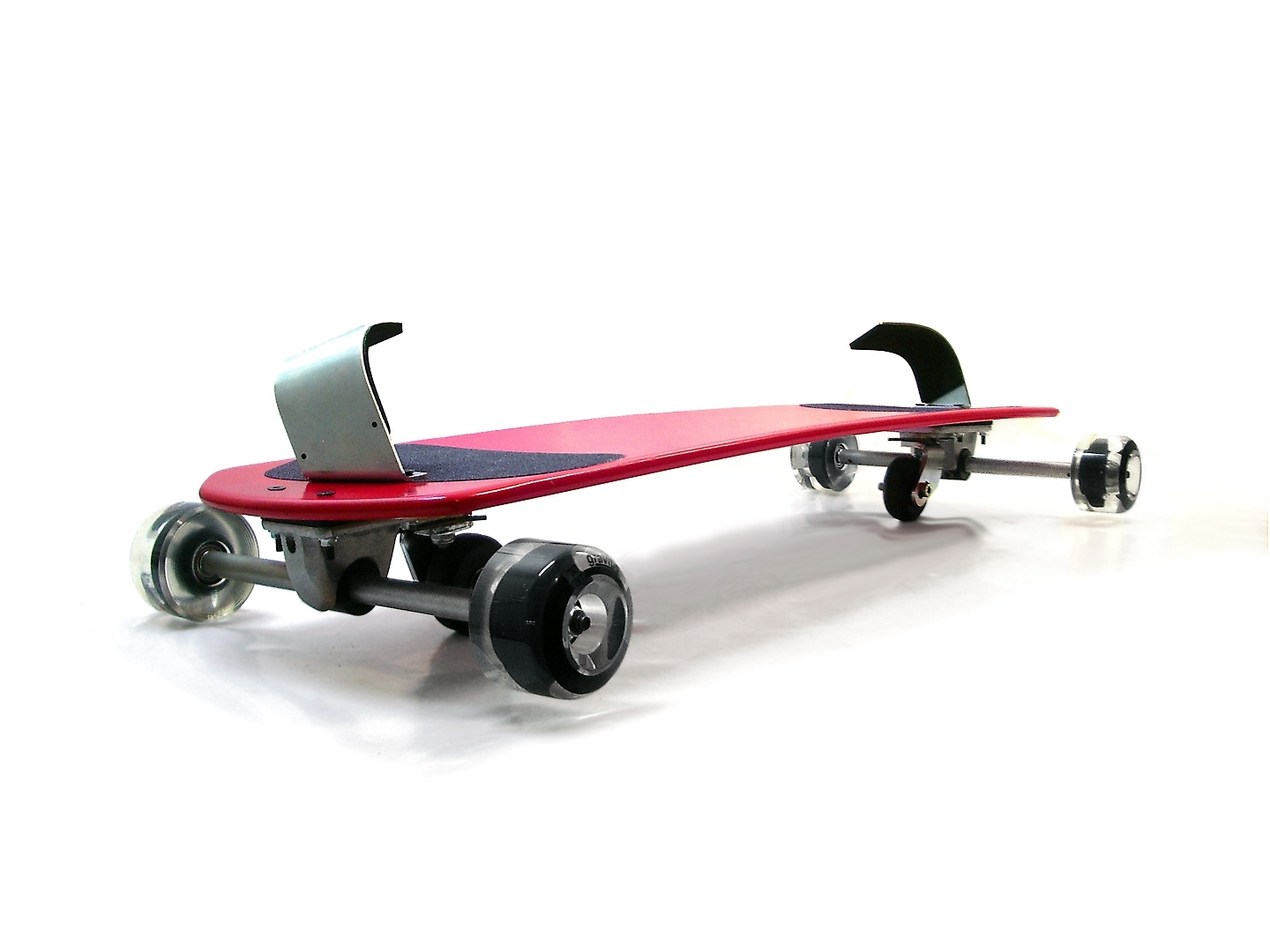
Un freeboard

Il freeboard è una tavola simile ad uno skateboard ma dotata di due ulteriori ruote pivottanti sotto la tavola (o deck) con specifica geometria: questa configurazione a sei ruote, a sbalzo (di spigolo) su un lato o nell'altro, simula fedelmente la conduzione dello snowboard, ed è oramai la seconda tavola per gli snowboarder professionisti e non.
I primi esperimenti risalgono agli anni novanta e furono compiuti da un ingegnere californiano appassionato di snowboard stanco di dover attendere la stagione invernale per poter surfare lungo i pendii innevati. Dopo qualche anno le tavole hanno raggiunto una maturità costruttiva e oggi consentono grazie anche all'utilizzo degli attacchi, come nello snowboard il carving e lo sliding.
Grazie ai marchi e agli atleti europei la pratica del freeboard si è spostata parallelamente negli skatepark, come successe nello snowboard (dal freeride al freestyle negli snowpark), sfatando definitivamente la tesi che si può far freeboard solo in discesa, contribuendo alla diffusione capillare dello sport e alle infinite nuove manovre.